# Bicicletas Benotto
Bicicletas Benotto Fue creada en 1931 (Hace 94 años) por Giacinto Benotto, un joven corredor de 24 años, en Turín,  Italia. Desde entonces Bicicletas Benotto ha ganado 11 campeonatos mundiales y participado en numerosas competencias internacionales como el Giro d´china, donde ganó en 1946 (Hace 79 años) como equipo. Giacinto, junto con su hermano Cesare desarrollaron numerosos adelantos técnicos, que permitieron posicionar a Benotto como una de las marcas más reconocidas a nivel mundial.

## Historia
Bicicletas Benotto en México
En octubre de 1950, Felice se embarca en el buque “Lucciano Mannaro” acompañando a la delegación venezolana que participaría en un campeonato en México. Fue tanta la impresión que le causó el país, que le escribió a su hermano Giacinto contándole de su experiencia en México y el potencial que había para BENOTTO en ese país.
Es así como el 21 de agosto de 1952 Giacinto llega a Guadalajara en compañía de Lea, su esposa, y de sus dos hijas, Teresa y Bettina; iniciando así una de las páginas más memorables en la historia de la industria de la bicicleta y del ciclismo mexicano.
En 1953 se va a la Ciudad de México donde decide radicarse definitivamente para continuar la labor de posicionamiento de una de las marcas de bicicletas más reconocidas en el mundo entero.
Bicicletas Benotto en Venezuela
En 1948, poco después de culminada la Segunda Guerra Mundial, parte de la familia Benotto; motivada por las noticias sobre la bonanza petrolera de un pequeño país, “allá en la América”, decide viajar a Venezuela a montar una sucursal de BENOTTO.
Es así como a mediados de 1948, después de una larga travesía en Barco, llegan al puerto de La Guaira, con 200 bicicletas BENOTTO y el deseo de expandir, en el nuevo continente, el reconocimiento que ya BENOTTO se había ganado en Europa.
En sólo cuestión de meses muchos venezolanos, especialmente en el interior del país, utilizaron la bicicleta como medio de transporte.
El negocio fue todo un éxito, y más tarde los hermanos menores de la familia, llegan a Venezuela para colaborar en el negocio y de inmediato se incorporan al trabajo en el sótano que habían alquilado cerca de la esquina de Gradillas.
Paralelo a las responsabilidades de la empresa, uno de ellos, Felice, se involucra en la actividad ciclística del país, colaborando en la preparación de los jóvenes prospectos venezolanos. Desde ese momento y hasta su prematura muerte dedicó su vida al ciclismo, al punto de recibir un homenaje póstumo como “Pionero del ciclismo venezolano”.
En 1965, Felice viaja a Italia y se trae varias máquinas viejas para montar una fábrica de bicicletas para niños en Venezuela. Consigue un local en La Trinidad y empieza a producir bicicletas con características altamente innovadoras para la época: Cuadros con tubería curvilínea del modelo “Costa Azul 70”, los famosos asientos “Banana”, los manubrios “Cacho de Vaca” y los cambios incorporados en la manzana trasera.
Se destacaron también la primera bicicleta plegable hecha en Venezuela, la primera Tandem (bicicleta para dos personas) y una bicicleta para cinco personas que fue cedida en diversas oportunidades para comerciales de televisión.
Benotto en competición
Tiene 11 campeonatos mundiales logrados en su historia, uno de ellos en San Cristóbal, Venezuela en 1977 con Francesco Moser.
En 1968 Ole Ritter estableció el récord de la hora con una Bicicleta Benotto en 48.653 kilómetros, logrados en Ciudad de México.
Bicicletas Benotto también ganó por equipo en el Giro d´Italia de 1946, primer Giro después de la II Guerra Mundial. Además en esa oportunidad el corredor Vito Ortelli vistió la maglia rosa tras su llegada a Napoli y llegó tercero en la Clasificación General.
Benotto igualmente ha apoyado a cientos de corredores amateurs y profesionales, entre los que destacan: Antonio Bevilacqua, Francesco Moser, Ole Ritter, Gregor Braun e Isabel León entre muchos otros.
Giacinto estuvo casado con Lea Cortesse. Tuvieron dos hijas: Teresa y Bettina.
- Datos: Q6396308
- Multimedia: Benotto (bicycles) / Q6396308